# Fabrizio De André
Fabrizio De André (Genova, 18. veljače 1940. – Milano,  11. siječnja 1999.) jedan je od napoznatijih i najutjecajnijih talijanskih kantautora i središnja osoba genoveške škole.
Glavna su tema njegovih pjesama osobe na marginama društva, od onih koji ga svojim buntom žele srušiti,  do onih na koje je društvo zaboravilo ili želi zaboraviti. Usprkos škakljivom odabiru tema za svoje vrijeme, mnoge se njegove pjesme danas smatraju poezijom, a neke su prekoračile estradni okvir i ušle u školske udžbenike (Preghiera in gennaio - Siječanjska molitva).
De Andréu treba odati priznanje za hrabrost i dosljednost, u tadašnjoj poratnoj Italiji, u isticanju plemenitih i univerzalnih crta poraženih, izvlačeći ih iz jansenističkog geta nepoželjnih i stavljajući ih licem pred lice sa svojim optužiteljima.
Njegov pjesnički put počinje na vlažnom i neravnom pločniku Via del Campo, nastavku poznate Via Pré, zabranjene danju ali prenapučene noću. I baš se u tom getu javno odbačenih ali potajno priželjkivanih ljudskih sudbina, s vremenom usmjeravao njegov interes; od geta do geta, od prostitutki do etničkih manjina, pa sve do razbaštinjenih, dezertera, bombaša i cijelog niza ostalih likova. U svojoj antologiji pobijeđenih, gdje njihova osobnost vrijedi više od njihovih djela ili prošlosti, De André će dostići vrhunce pjesničkog lirizma.

## De Andréova kršćanska crta
Kad se bavi vjerskim temama, koje zajedno s marginalcima čine jezgru njegovog pjesništva, uvijek ih filtrira kroz jedno osobno i prizemno shvaćanje kršćanske filozofije a ponekad i svojevrsnu duhovnost; dokaz su tomu pjesme "Spiritual", "Si chiamava Gesù" ("Zvao se Isus"), "Preghiera in Gennaio"("Siječanjska molitva") i, pogotovo, konceptualni album La buona novella("Radosna vijest"). 
S druge strane, De André je sarkastičan i izrazito ciničan kada denuncira kontradiktorno ponašanje crkvene hijerarhije, kao na primjer u pjesmama "Un blasfemo" ("Krivovjernik"), "Il testamento di Tito"("Titov testament"), "La ballata del Michè" ("Mišina balada").
Takva averzija prema kleru vjerojatno vuče korijene iz doba De Andréovog pohađanja zadnjih razreda jezuitske Osnovne škole Arecco, u koju su upisivana djeca đenoveške više srednje klase. Na prvoj je godini postao žrtvom neuspjelog pokušaja silovanja od strane jednog od jezuita. Bez obzira na godine, njegova je reakcija prema "duhovnom ocu" bila brza i, pogotovo, glasna, tako da je na kraju uprava škole izbacila mladog De Andréa u pokušaju da stiša skandal. Brzopleta se odluka pokazala nekorisnom, jer je i sam De Andréov otac, istaknuti antifašist i zamjenik gradonačelnika Genove, ubrzo saznao za prave razloge izbacivanja, te je obavijestio Ured za Školstvo tražeći trenutnu istragu koja je na kraju dovela do udaljavanja napasnika iz škole.